# Bronzeschwanz-Schattenkolibri
Der Bronzeschwanz-Schattenkolibri (Glaucis dohrnii, Syn.: Ramphodon dohrnii), auch als Bronzeschwanz-Eremit oder Hakenschnabel-Einsiedler bezeichnet, ist ein seltener Kolibri aus Brasilien. Sein Bestand wird von der IUCN als „gefährdet“ (Vulnerable) eingeschätzt. Es sind keine Unterarten bekannt. Der Bronzeschwanz-Schattenkolibri gilt daher als monotypisch.

## Beschreibung
Die Länge des Bronzeschwanz-Schattenkolibris beträgt zwischen 12 und 13,7 cm. Das Weibchen ist etwas größer als das Männchen. Bei beiden Geschlechtern ist der Oberkopf bronzegrün. Das Gesicht ist dunkel. Hinter den Augen zieht sich ein weißer Wangenstreif in Richtung der Schulter. Die Oberseite und der Schwanz zeigen ein metallisches Bronzegrün, wobei das Männchen eine weiße Schwanzspitze aufweist. Die Unterseite ist zimtfarben. Der fast gerade Schnabel ist an der Spitze leicht hakenförmig, oberseits schwarz und unterseits weißgelb. Die Beine sind gelb.

## Verbreitung

Verbreitungsgebiet des Bronzeschwanz-Schattenkolibris

Das Vorkommen des Bronzeschwanz-Schattenkolibris ist auf wenige weit voneinander entfernte Orte in Ostbrasilien beschränkt. Dies sind der Monte-Pascoal-Nationalpark, Serra de Itamaruja und Estação Veracruz in Bahia sowie das Linhares Forest Reserve in Espírito Santo. Historisch wurde er auch im äußersten Osten von Minas Gerais und im Bundesstaat Rio de Janeiro nachgewiesen.

## Lebensweise
Der Bronzeschwanz-Schattenkolibri bewohnt feuchte Wälder und hält sich bevorzugt an Flussbetten auf, deren Ufer mit Helikonien bewachsen sind. Allgemein ist er im Waldinneren zu finden, gelegentlich wurde er aber auch schon an Zierblumen beobachtet. Die Brutzeit ist zwischen September und Februar. Das Nest wird an der Innenseite von Bananen- und Palmenblättern errichtet und mit Flechten und größeren Pflanzenteilen erweitert. Die Inkubationszeit beträgt 15 Tage, die Jungen verlassen nach 27 Tagen das Nest.

## Gefährdung
Der Bronzeschwanz-Schattenkolibri war vermutlich nie besonders häufig, aber die Rodung der Wälder und die Zerstörung seines Lebensraumes haben ihm so stark zugesetzt, dass nur etwa zwischen 250 und 1000 Exemplare überlebt haben. Obwohl er in zwei Naturreservaten nachgewiesen wurde, genießt er nur unzureichenden Schutz. Vor allem hat er unter den Feuern und dem Straßenbau durch die Siedler zu leiden. Er ist in Anhang I des CITES-Abkommens aufgeführt und wird von der IUCN als „gefährdet“ (Vulnerable) gelistet.

## Etymologie und Forschungsgeschichte
Jules Bourcier und Étienne Mulsant beschrieben den Bronzeschwanz-Schattenkolibri unter dem Protonym Trochilus dohrnii . Erst später wurde er der Gattung Glaucis zugeschlagen.
Der Begriff „Glaucis“ stammt vom griechischen Wort γλαυκός glaukós für „blaugrau, glauk, hellgrün“ ab. Das Artepitheton wurde nach einem Freund der Autoren, dem Entomologen Carl August Dohrn, dem damaligen Präsidenten der entomologischen Gesellschaft zu Stettin, benannt.